# Lasurit
Lasurit är ett tektosilikatmineral med sulfat, svavel och klorid med den kemiska formeln (Na,Ca)7-8(Al,Si)12(O,S)24[(SO4),Cl2,(OH)2]. Förr användes mineralet för att tillverka färgpigmentet ultramarin. Lasurit ingår i lapis lazuli som är en mycket uppskattad blå prydnadsten. Mineralet är en fältspatoid i sodaligruppen och har ett kubiskt kristallsystem även om välformade kristaller är sällsynta.

## Mineral
Lazurit är djupblå till grönblå och färgen beror på närvaron av S3--anjoner. Den har en Mohs hårdhet på 5,0 till 5,5 och en specifik vikt på 2,4. Den är genomskinlig med ett brytningsindex på 1,5. Den är smältbart vid 3,5 på Wolfgang Franz von Kobells smältbarhetsskala och löslig i saltsyra. Det innehåller vanligen eller förknippas med korn av svavelkis.
Lazurit är en produkt av kontaktmetamorfism av kalksten och är typiskt förknippad med kalcit, pyrit, diopsid, humit, forsterit, haüyn och muskovit.
Andra blåa mineraler, som karbonatazurit och fosfatlazulit, kan förväxlas med lasurit, men är lätta att urskilja vid noggrann undersökning. En gång var lasurit en synonym för azurit.
Lasurit beskrevs första gången 1890 med en förekomst i Sar-e-Sang-distriktet, Kokshadalen, Badakhshanprovinsen, Afghanistan. Den har brutits i mer än 6 000 år i lapis lazuli-distriktet i Badakhshan. Den har använts som pigment i målning och tygfärgning sedan åtminstone 500- eller 600-talet. Den bryts också vid Bajkalsjön i Sibirien, Vesuvius, Myanmar, Kanada och USA. Namnet kommer från det persiska lajvard för blått.

## Struktur
Lasurit och haüyn verkar ha samma struktur och båda är sulfatdominanta mineraler. Lasurit är ett pigment (opaliserande) och har en klarblå strimma (särskilt som en del av halvädelstenen lapis lazuli). Många haüyner har en vit eller ljusblå strimma och är genomskinliga. Skillnaden kan vara en konsekvens av redoxtillståndet (förhållandet sulfat till sulfid).